# Veselíčko (Boêmia do Sul)
Veselíčko é uma comuna checa localizada na região da Boêmia do Sul, distrito de Písek.